# Hrabstwo Shelby (Illinois)
Hrabstwo Shelby – hrabstwo w USA, w stanie Illinois, według spisu z 2000 roku liczba ludności wynosiła 22 893. Siedzibą hrabstwa jest Shelbyville.

## Geografia
Według spisu hrabstwo zajmuje powierzchnię 1989 km², z czego 1965 km² stanowią lądy, a 25 km² (1,24%) stanowią wody.

### Miasta
- Shelbyville
- Sigel
- Windsor
- Westervelt (CDP)

### Wioski
- Cowden
- Findlay
- Herrick
- Moweaqua
- Oconee
- Stewardson
- Strasburg
- Tower Hill

### Sąsiednie hrabstwa
- Hrabstwo Macon – na północ
- Hrabstwo Moultrie – na północny wschód
- Hrabstwo Coles – na wschód
- Hrabstwo Effingham – na południe
- Hrabstwo Fayette – na południe
- Hrabstwo Montgomery – na południowy zachód
- Hrabstwo Christian – na zachód

## Demografia
Według spisu z 2000 roku hrabstwo zamieszkuje 22 893 osób, które tworzą 9056 gospodarstw domowych oraz 6502 rodzin. Gęstość zaludnienia wynosi 12 osób/km². Na terenie hrabstwa jest 10 060 budynków mieszkalnych o częstości występowania wynoszącej 5 budynki/km². Hrabstwo zamieszkuje 98,94% ludności białej, 0,15% ludności czarnej, 0,14% rdzennych mieszkańców Ameryki, 0,21% Azjatów, 0,14% ludności innej rasy oraz 0,41% ludności wywodzącej się z dwóch lub więcej ras, 0,48% ludności to Hiszpanie, Latynosi lub inni.
W hrabstwie znajduje się 9056 gospodarstw domowych, w których 31% stanowią dzieci poniżej 18 roku życia mieszkający z rodzicami, 61,20% małżeństwa mieszkające wspólnie, 7,10% stanowią samotne matki oraz 28,20% to osoby nie posiadające rodziny. 25,40% wszystkich gospodarstw domowych składa się z jednej osoby oraz 13,30% żyję samotnie i ma powyżej 65 roku życia. Średnia wielkość gospodarstwa domowego wynosi 2,50 osoby, a rodziny wynosi 2,99 osoby.
Przedział wiekowy populacji hrabstwa kształtuje się następująco: 25,00% osób poniżej 18 roku życia, 7,60% pomiędzy 18 a 24 rokiem życia, 26,20% pomiędzy 25 a 44 rokiem życia, 23,40% pomiędzy 45 a 64 rokiem życia oraz 17,80% osób powyżej 39 roku życia. Średni wiek populacji wynosi 38 lat. Na każde 100 kobiet przypada 96,50 mężczyzn. Na każde 100 kobiet powyżej 18 roku życia przypada 94,70 mężczyzn.
Średni dochód dla gospodarstwa domowego wynosi 37 313 dolarów, a średni dochód dla rodziny wynosi 44 372 dolarów. Mężczyźni osiągają średni dochód w wysokości 31 904 dolarów, a kobiety 21 075 dolarów. Średni dochód na osobę w hrabstwie wynosi 17 313 dolarów. Około 6,50% rodzin oraz 9,10% ludności żyje poniżej minimum socjalnego, z tego 11,90% poniżej 18 roku życia oraz 9,80% powyżej 65 roku życia.